# Sveriges landsting
Landsting är den numera historiska beteckningen för självstyrande regionala enheter på länsnivå i Sverige. De inrättades genom 1862 års kommunalreform och sammanträdde första gången i september 1863. De benämndes ibland ”sekundärkommuner”, till skillnad från de vanliga (primär-)kommunerna. Landstingen var folkvalda församlingar, som ansvarade för vissa bestämda samhällsuppgifter inom ett område, i första hand hälso- och sjukvård, lokaltrafik och regional utveckling.
Den 1 januari 2020 avskaffades beteckningen landsting i berörda lagar, bland annat kommunallagen och indelningslagen, och ersattes av beteckningen region.
I Danmark motsvaras landstingen/regionerna av regioner.
I Finland motsvaras landstingen/regionerna av landskapsförbund. Dessa är lagstadgade samkommuner, som regionens kommuner skall vara medlemmar i. Dessa landskapsförbund har inte folkvalda fullmäktige utan styrs av kommunerna.
I Norge motsvaras landstingen/regionerna av fylkeskommuner. De har folkvalda fullmäktige. De har dock något annorlunda ansvarsuppgifter än i Sverige.

## De äldre landstingen (fram till 1861)
Under vikingatiden och medeltiden bestod Sverige av ett antal närmast självständiga ’’land’’ eller landskap, lagsagor löst förenade under en gemensam kung. Lagsagans högsta beslutande organ var landstinget där alla vuxna fria män kunde delta. Landstinget beslöt i frågor som rörde landskapet/lagsagan, det bestämde vad som var gällande rätt (landskapslag) och det var landskapets högsta domstol. En nyvald kung skulle rida sin eriksgata runt till landstingen och svära att hålla deras lagar och seder. Landstingen/lagsagan leddes av en lagman.
Kungamakten blev allt starkare, och 1634 indelades landet i län med ungefär samma områden som landskapen/lagsagorna. Länen leddes av en landshövding, som var kungens personliga representant. Lagstiftningsmakten hade då övergått från landstingen till riksdagen. Lagmannen dömde i lagmansrätten, men han tillsattes nu av kungen. Landskapsmötena ersattes av länsmöten under landshövdingens ledning, men även dessa kom ur bruk. I Norrland levde de kvar längre och i Jämtland hölls det sista 1857.

## Landstingen 1863–2019

### Från 1863
Genom 1862 års kommunalförordningar och 1862 års landstingsförordning, som gällde från 1863, genomfördes en genomgripande decentraliserings- och demokratiseringsreform i Sverige. Socknarna ersattes av dels en borgerlig kommun, dels en kyrklig kommun (församling). Man skapade också ett nytt självstyrelseorgan, landstinget, styrd av en folkvald församling.
Innan sammanslagningarna med början 1971 fanns det 25 landsting i Sverige.

#### Uppgifter
Den nya folkförsamlingen kallades landsting, med en koppling till det medeltida landstinget. Dess verksamhetsområde var ett län och kallades landstingsområde.
Landstingens ledamöter representerade landets städer och härader eller tingslag. Ordförande utsågs av Kungl. Maj:t och var den första tiden ofta länets landshövding, som också utövade tillsyn över verksamheten. Landshövdingen skulle godkänna de flesta besluten, men fick inte ändra i dem. Länsstyrelserna skötte även uppbörden av landstingsskatt. Inledningsvis möttes ledamöterna en gång per år, under en vecka i september. De första mötena hölls samma dag, den 21 september 1863.
Landstingens ursprungliga uppgifter var till stor del kopplade till samhällets allmänna hushållning, utvecklingen inom jordbruket och övriga näringar, kommunikationer såsom skjutsväsende och järnvägssträckningar, undervisning (bland annat yrkesutbildningar och fortbildning av små- och grundskolelärare) samt allmän ordning och säkerhet. Även hälsovård fanns med, även om det skulle dröja till 1924 års landstingslag innan hälso- och sjukvård blev ett huvudsakligt åtagande för landstingen.
Från början uteslöts städer med fler än 25 000 invånare ur landstingssystemet. Därför sköttes landstingsuppgifterna i till exempel Stockholm, Göteborg, Malmö, Helsingborg och Gävle av stadsfullmäktige. Dessa befolkningsgränser har ändrats flera gånger och från 1940 hade städer med mer än 100 000 invånarer rätt att lämna landstinget.
De ursprungliga landstingens finansiering byggde fram till början av 1910-talet till största delen på speciella avgifter på till exempel brännvinsförsäljning. De hade även viss beskattningsrätt, men skattesatsen kunde variera mellan städer och landskommuner inom samma landsting. I början av 1910-talet skedde en omläggning av skattesystemet som övergick till att debitera skatt efter så kallad bevillningskrona, senare kallad skattekrona.
Genom 1954 års landstingslag infördes termen landstingskommun både för själva myndigheten och för dess verksamhetsområde. Detta behölls i 1974 års regeringsform och i 1977 års kommunallag.
Begreppet landsting avskaffades den 1 januari 2020 genom en ändring av kommunallagen från 2017. Myndighetens namn ändrades till region. Dess folkförsamling heter regionfullmäktige. Beträffande dess verksamhetsområde stadgas att varje region omfattar ett län, om inte något annat är särskilt föreskrivet.
Enligt kommunallagens terminologi var landstingen inte några kommuner; tvärtom inleddes lagen med meningen "Sverige är indelat i kommuner och landsting." I förvaltningsrättslig och statsvetenskaplig litteratur behandlas däremot landstingen tekniskt sett som "kommuner" av ett visst slag (sekundärkommuner). Regeringsformen nämner enbart att det finns kommuner på regional nivå, men anger inte hur dessa ska betecknas.
De enskilda landstingens namn hade (fram till det fullständiga införandet av regionadministration 2019) formen Örebro läns landsting. Många valde dock att i kommunikationen till allmänheten använda kortare, inofficiella namn av typen Landstinget Kronoberg.

### Omvandling till regioner (2000-talet)
Med början 1999 fick landstingen, ett efter ett, ett utökat ansvar för fysisk planering och regional utveckling av infrastruktur. I samband med det började de kalla sig för regioner. 
Den 1 januari 1999 utökades ansvarsområdet för landstingen i Skåne och Västra Götaland, som var nya sammanslagningar av två respektive tre tidigare landsting, och de benämndes därefter regioner. Samma reform och namnändring infördes sedan successivt för övriga landsting. De mer omfattande strukturella förändringar som år 2007 föreslogs i den statliga utredningen Ansvarskommittén, som innebar att det skulle skapas färre och geografiskt större regioner, kom dock inte att genomföras.
Efter den 1 januari 2019 använder samtliga tidigare landsting samt kommunen Gotland, ordet region i sitt namn. Därmed kallade sig samtliga landsting för regioner, även om de formellt fortfarande var landsting. Gotlands län har sedan 1971 inget landsting och det tidigare landstingets uppgifter överfördes då till Gotlands kommun. Sedan 2011 kallas kommunen även för Region Gotland. Landstingens indelning beslutades av regeringen. Den 1 januari 2020 blev även den formella benämningen region.
Observera att landsting och länsstyrelser var helt skilda organisationer med olika uppgifter.

#### Lista över landsting/regioner (2020)
- Region Blekinge – namnändring 1 januari 2019 från Blekinge läns landsting
- Region Dalarna – namnändring 1 januari 2019 från  Dalarnas läns landsting
- Region Gotland – ej landsting sedan 1970, men med motsvarande ansvar
- Region Gävleborg – namnändring 1 januari 2015 från Gävleborgs läns landsting
- Region Halland – namnändring 1 januari 2011 från Hallands läns landsting
- Region Jämtland Härjedalen – namnändring 1 januari 2015 från Jämtlands läns landsting
- Region Jönköpings län – namnändring 1 januari 2015 från Jönköpings läns landsting
- Region Kalmar län – namnändring 1 januari 2019 från Kalmar läns landsting
- Region Kronoberg – namnändring 1 januari 2015 från Kronobergs läns landsting
- Region Norrbotten – namnändring 1 januari 2017 från Norrbottens läns landsting
- Region Skåne – sammanslagning 1 januari 1999 av Kristianstads läns landsting, Malmöhus läns landsting och Malmö stad
- Region Stockholm – namnändring 1 januari 2019 från Stockholms läns landsting
- Region Sörmland – namnändring 1 januari 2019 från Södermanlands läns landsting
- Region Uppsala – namnändring 1 januari 2017 från Landstinget i Uppsala län
- Region Värmland – namnändring 1 januari 2019 från Värmlands läns landsting
- Region Västerbotten – namnändring 1 januari 2019 från Västerbottens läns landsting
- Region Västernorrland – namnändring 1 januari 2018 från Landstinget i Västernorrlands län
- Region Västmanland – namnändring 1 januari 2017 från Västmanlands läns landsting
- Västra Götalandsregionen – namnändring 1 januari 1999 från Älvsborgs läns landsting, Skaraborg läns landsting och Göteborg och Bohus läns landsting
- Region Örebro län – namnändring 1 januari 2015 från Örebro läns landsting
- Region Östergötland – namnändring 1 januari 2015 från Östergötlands läns landsting

## Historisk utveckling

### Förändringar efter 1863
- Bohuslandstinget 1985-98 (blev 1999 en del av Västra Götalands läns landsting)[11]
- Gotlands läns landsting (1863-1970) (dess uppgifter ligger numera på Gotlands kommun)
- Göteborgs och Bohus läns landsting 1863-1984 (bytte 1985 namn till Bohuslandstinget)
- Kopparbergs läns landsting 1863-1996 (bytte 1997 namn till Dalarnas läns landsting)
- Kristianstads läns landsting 1863-1998 (blev 1999 en del av Skåne läns landsting)[11]
- Malmöhus läns landsting 1863-1998 (blev 1999 en del av Skåne läns landsting)[11]
- Kalmar läns norra landsting 1863-1970 (Västervik var huvudort, gick 1971 samman med Kalmar läns södra landsting till Kalmar läns landsting med huvudort i Kalmar). Bakgrunden var en gammal intressekonflikt mellan Kalmar och Västerviks städer − bildandet av det norra landstinget blev en kompromiss då Västervik ursprungligen helt ville bryta sig ur Kalmar län och bilda residensstad i ett nytt län.
- Kalmar läns södra landsting 1863-1970 (gick 1971 samman med Norra Kalmar läns landsting till Kalmar läns landsting med huvudort i Kalmar)[11]
- Skaraborgs läns landsting 1863-1998 (blev 1999 en del av Västra Götalands läns landsting)[11]
- Älvsborgs läns landsting 1863-1998 (blev 1999 en del av Västra Götalands läns landsting)[11]

### Landstingsfria kommuner
Då landstingen bildades 1864, fick städer med mer än 25 000 invånare inte delta. Det gällde från början bara Stockholm och Göteborg, men 1871 hade även Malmö passerat gränsen. Gävle, Norrköping och Helsingborg följde. Denna begränsning upphörde efterhand som tätorterna växte sig större. Men alla städer, utom Göteborg och Malmö, valde att söka tillstånd hos regeringen för att återinträda i landstingen när det blev möjligt under 1950- och 60-talet.
Göteborg och Malmö stod utanför landstingen till årsskiftet 1998/1999, då endast Gotland återstod som landstingsfri kommun. Andra kommuner/städer var Stockholm till och med 1970 (staden ingick i Stockholms län sedan 1968), Helsingborg 1948–1963, Gävle till 1963 och Norrköping 1872–1967. I de kommuner/städer som stod utanför landstingen sköttes deras frågor istället av respektive kommunfullmäktige/stadsfullmäktige.
Sedan 1998 är det bara Gotlands län som saknar landsting – i detta län sköts landstingsuppdragen av kommunen Region Gotland. Gotland blev landstingsfritt 1971, då de 14 dåvarande kommunerna och landstinget slogs ihop till en landstingsfri kommun.